# Edmond Pottier
Pour les articles homonymes, voir Pottier.
Edmond François Paul Pottier, né à Sarrebruck le 13 août 1855 et mort dans le 7e arrondissement de Paris le 4 juillet 1934, est un archéologue et historien de l'art français, conservateur au musée du Louvre où il prit la tête du département des Antiquités orientales de 1910 à 1924, qui était alors le  "Département des Antiquités orientales et de la céramique antique" (depuis 1886 et jusqu'en 1925) en lien direct avec sa personnalité.

## Carrière
Fils d'un ingénieur civil, admis à l'École normale supérieure en 1874, agrégé de lettres en 1877, élève à l'École française d'Athènes (1877-80), maître de conférences de langue et littérature grecques à la Faculté des Lettres de Rennes (1880-82), puis de Toulouse (1882-83), docteur ès lettres en 1883, il fut attaché au département des Antiquités orientales du musée du Louvre à partir de 1884 (rétribué à partir de 1886), et donna un cours d'archéologie orientale et de céramique antique à l'École du Louvre à partir de 1885. À partir de 1884, il est codirecteur associé à Edmond Saglio pour la publication du monumental Dictionnaire des Antiquités grecques et romaines, achevé en 1917. Il fut conservateur adjoint (1893-1910), puis conservateur (1910-24) du département d'archéologie orientale et de céramique antique du musée, et professeur titulaire dans les mêmes domaines à l'École du Louvre (1908-24). Il enseigna d'autre part l'archéologie et l'histoire de l'art à l'École nationale supérieure des beaux-arts de 1884 à 1886, puis de 1893 à 1924 (professeur titulaire à partir de 1908). Il fut élu membre de l'Académie des inscriptions et belles-lettres le 1er décembre 1899.
Il fut notamment à l'initiative de l'entreprise d'établissement d'un Corpus vasorum antiquorum, lancée pendant la première assemblée générale de l'Union académique internationale en mai 1919, et en publia le premier fascicule pour le musée du Louvre en 1922. Ces contributions lui valent de recevoir de ses confrères de l'Académie des inscriptions et belles-lettres le prix Jean-Reynaud en hommage posthume en 1935.
Son épouse, Madeleine Gorges,– qui écrivait sous le nom de plume de Jacques Morel – a été lauréate du prix Femina en 1912 pour son roman Feuilles mortes.

## Publications
- Étude sur les lécythes blancs attiques à représentations funéraires, Paris, Bibliothèque des Écoles françaises d'Athènes et de Rome (fasc. 30), 1883 (thèse de doctorat) ;
- Quam ob causam Græci in sepulcris figlina sigilla deposuerint, Paris, 1883 (thèse complémentaire) ;
- La nécropole de Myrina (avec Salomon Reinach), Paris, Bibliothèque des Écoles françaises d'Athènes et de Rome, 2 vol., 1887 ;
- Les statuettes de terre cuite dans l'Antiquité, Paris, Hachette, coll. « La Bibliothèque des merveilles », 1890 ;
- Musée du Louvre, catalogue des vases antiques de terre cuite, études sur l'histoire de la peinture et du dessin dans l'Antiquité, Paris, Motteroz, 1896-1906 (3 vol.) ;
- Vases antiques du Louvre (photogravures de Jules Devillard), Paris, Hachette, 1897-1928 (4 vol.) ;
- Musée du Louvre, les antiquités assyriennes, Paris, Braun, 1917 ;
- Corpus Vasorum Antiquorum, France, Louvre, Paris, Champion, 1922-33 (8 fasc.) ;
- L’Art hittite, Paris, Geuthner, 1926-31 (2 vol.) ;
- Musée national du Louvre, catalogue des vases antiques de terre cuite, III : L'École attique (2e éd. revue et augmentée), Paris, Réunion des musées nationaux, 1928-29 (2 vol.) ;
- Recueil Edmond Pottier, études d'art de d'archéologie, Paris, De Boccard (Bibliothèque des Écoles françaises d'Athènes et de Rome, fasc. 142), 1937.

## Distinctions
- Commandeur de la Légion d'honneur (1923). Il est fait commandeur par Théophile Homolle le 10 novembre 1923. Léon Heuzey le fait chevalier le 21 février 1899 puis officier le 30 mai 1903.